# Posgenerismo

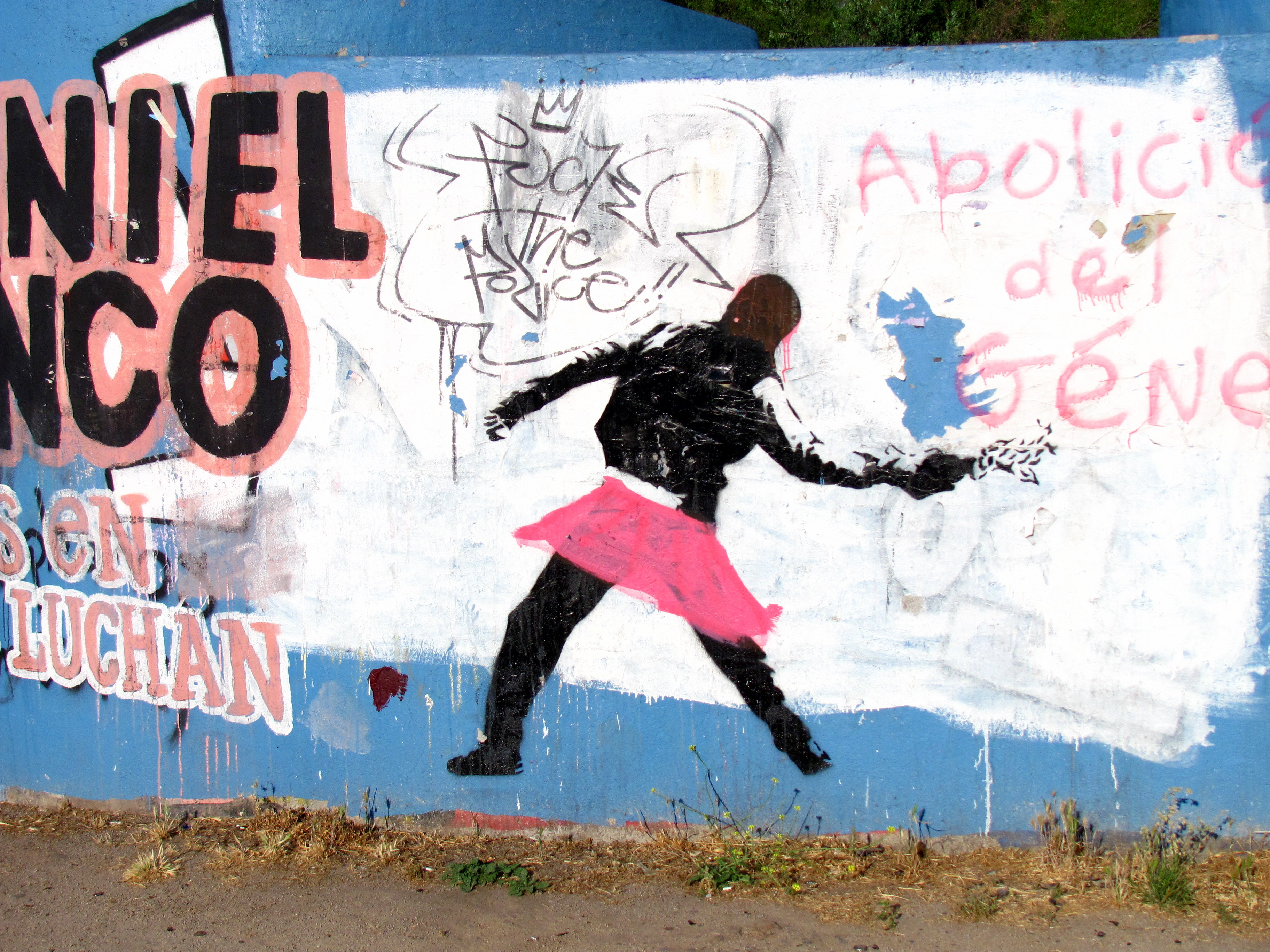
Pintadas a favor de la abolición del género

El posgenerismo es un movimiento social, político y cultural diverso, cuyos adherentes afirman la eliminación voluntaria del género en la especie humana a través de la aplicación de la biotecnología avanzada y tecnologías de reproducción asistida.
Los defensores del posgenerismo argumentan que la presencia de los roles de género, estratificación social y las disparidades y diferencias cogno-físicas se dan generalmente en detrimento de los individuos y la sociedad. Dado el potencial radical de las opciones avanzadas de asistencia reproductiva, los posgeneristas creen que el sexo con fines reproductivos bien se convertirá en obsoleto, o bien que todos los seres humanos posgénero tendrán la posibilidad, si así lo desean, tanto de llevar un embarazo a término como también 'emparentar' un hijo, que, según sostienen, tendría el efecto de eliminar la necesidad de géneros definidos en dicha sociedad.

## Raíces culturales
El posgenerismo como  fenómeno cultural tiene raíces en el feminismo, masculinismo, junto con la androginia, metrosexualidad, tecnosexualidad y movimientos transgénero. Sin embargo, ha sido a través de la aplicación de la filosofía transhumanista que los posgeneristas han concebido la posibilidad de aplicar cambios morfológicos reales a los miembros de la especie humana y en el cómo los futuros seres humanos en una sociedad posgénero se reproducirán. En este sentido, es una rama del transhumanismo, posthumanismo y futurología.
Una de las protoexpresiones de posgenerismo ha sido de Shulamith Firestone, en La Dialéctica del Sexo. Argumenta:
El objetivo final de la revolución feminista debe ser, a diferencia de la del primer movimiento feminista, no sólo la eliminación de los privilegios masculinos, sino de la propia distinción de sexo: las diferencias genitales entre los seres humanos ya no importarían culturalmente. (Una reversión a una pansexualidad sin obstáculos, que en Freud se denomina 'perversidad polimorfa' --probablemente superará la hetero/homo/bisexualidad) La reproducción de la especie por un sexo, para el beneficio de ambos, se sustituye por (al menos por la opción de) la reproducción artificial: los niños nacerían de ambos sexos por igual, o independientemente de ellos. O bien, según se opta por verlo, la dependencia del niño en la madre (y viceversa) daría paso a una dependencia mucho más reducida en un pequeño grupo de otras personas en general, y cualquier restante inferioridad en fuerza física respecto de los adultos, sería compensada culturalmente.
Otra obra importante e influyente en este sentido fue la del ensayo socialista feminista de Donna Haraway, Un Manifiesto Cyborg: Ciencia, tecnología y feminismo socialista a finales del siglo XX, en Simios, Cyborgs y Mujeres: La reinvención de la Naturaleza (Nueva York; Routledge, 1991), pp. 149-181. En este trabajo, a Haraway se le interpreta argumentando que las mujeres solo serían liberadas de sus limitaciones biológicas cuando sus obligaciones reproductivas sean descartadas. Esto puede ser visto como que Haraway expresa que las mujeres solo lograrán la verdadera liberación una vez que se conviertan en organismos posbiológicos o posgénero.   Sin embargo, Haraway ha declarado públicamente que su uso de la palabra "post-género" ha sido groseramente mal interpretado.

## Tipos de posgenerismo
Los posgeneristas no abogan exclusivamente por la androginia, aunque la mayoría cree que una "mezcla" de ambos rasgos masculinos y femeninos es deseable --esencialmente la creación de individuos andróginos que exhiban lo mejor de lo que hombres y mujeres tienen que ofrecer en términos de inclinaciones y habilidades físicas y psicológicas. La definición de lo que estos rasgos exactamente son es un asunto de gran debate y conjeturas. 
El posgenerismo no se refiere exclusivamente al sexo físico o sus rasgos asumidos. Se centra en la idea de eliminar o moverse más allá de las identidades de género. En el constructo de un género tradicional uno es un hombre o mujer (independientemente de sus genitales), pero en posgenerismo uno no es ni un hombre ni mujer, ni ningún otro rol de género asumido. Así, un individuo en la sociedad no se reduce a un papel de género, pero no es más que un agente de la humanidad que debe ser definido (si acaso) por sus acciones.
Sin embargo, no todos los posgeneristas están en contra de la existencia de los roles de género en alguna forma dada; algunos solo defienden la desenfatización de los roles de género. La gente en esta forma de mundo posgénero serían capaces de identificarse con un género si lo decidieran, pero identificarse con uno no sería obligatorio, y los roles de género tendrían poco que ver con cómo el individuo realmente actúa o es tratado en la sociedad.

## Las tecnologías futuras
En lo que respecta a posibles tecnologías de asistencia reproductiva, se cree que la reproducción puede seguir ocurriendo fuera de métodos convencionales, a saber, el coito y la inseminación artificial. Avances como la clonación humana, la partenogénesis y úteros artificiales pueden extender significativamente el potencial para la reproducción humana.
Muchos argumentan que el espacio posthumano será más virtual que real. Los individuos pueden existir en mentes trasferidas viviendo como los patrones de datos en supercomputadoras o siendo usuarios involucrados en realidades virtuales completamente inmersivas. Los posgeneristas sostienen que este tipo de existencias no son específicas para género, lo que permite a las personas transformar sus avatares y su sexualidad a voluntad.

## Sexualidad
Los posgeneristas sostienen que una sociedad sin género no implica la existencia de una especie desinteresada en el sexo y la sexualidad. Se cree que pueden y van a existir las relaciones sexuales y la intimidad interpersonal en un futuro posgénero, pero que estas actividades puedan tomar una forma diferente.  El posgenerismo, sin embargo, no está directamente relacionado con la acción física del sexo o la sexualidad.
Novelas con temas posgeneristas:
- El instante Aleph de Greg Egan
- La mano izquierda de la oscuridad de Ursula K. Le Guin
- Justicia auxiliar de Ann Leckie
- Halcón de Gary Jennings
- Don't Bite the Sun de Tanith Lee
- La casa de cristal de Charles Stross
- Venus más X de Theodore Sturgeon